# Liberalsozialistische Partei
Die Liberalsozialistische Partei (LSP) war eine Schweizer Partei, deren Programm auf der Freiwirtschaftslehre Silvio Gesells basierte. Sie wurde 1946 als Abspaltung von der Schweizer Freiwirtschaftsbewegung gegründet und ging 1990 in der Internationalen Vereinigung für natürliche Wirtschaftsordnung auf.

## Geschichte
Die Geschichte der Liberalsozialistischen Partei wurzelt in der Schweizer Freiwirtschaftsbewegung, deren Anfänge im zweiten Jahrzehnt des 20. Jahrhunderts liegen. 1914 hielt Silvio Gesell, der Begründer der Freiwirtschaftslehre, auf Einladung des Damaschkianers, Reformpädagogen und Seminardirektors Ernst Schneider einen öffentlichen Vortrag in Bern. Am 4. Juli 1915 konstituierte sich der Verein Freiland und Freigeld – Schweizerischer Bund zur Schaffung des Rechtes auf den vollen Arbeitsertrag durch Bodenbesitz- und Geldreform, der sich im Frühjahr 1924 in Schweizerischer Freiwirtschaftsbund (SFB) umbenannte. Führende Köpfe des Verbandes waren der Arzt und Physiker Theophil Christen sowie der Lebensreformer und Schriftsteller Werner Zimmermann. Ab 1917 gab der Verband unter der redaktionellen Leitung von Fritz Schwarz eine eigene Zeitschrift heraus, deren Titel zunächst Die Freistatt – Zeitschrift für Kultur und Schulpolitik (bis 1921), dann Der Freigeldler (bis 1922) und Das Freigeld: Zeitschrift des Schweizer Freiland-Freigeld-Bundes sowie schließlich von 1923 bis 1940 Die Freiwirtschaftliche Zeitung lautete. Bei den Schweizer Parlamentswahlen 1939 gelang es dem FWB, mit Hans Konrad Sonderegger einen Nationalratssitz in Basel-Landschaft zu erringen, zudem hielt er ein bis drei Sitze in den Kantonsparlamenten einiger Deutschschweizer Kantone.
1946 kam es innerhalb des SFB zu einer Spaltung, die für Jahrzehnte andauern sollte. Aus ihr gingen die Freiwirtschaftliche Bewegung und die Liberalsozialistische Partei hervor. Führende Persönlichkeiten der Liberalsozialisten waren Werner Schmid (Zürich) und Friedrich Salzmann (Bern). Schmid war von 1947 bis 1951 sowie (für den Landesring der Unabhängigen / LdU) von 1962 bis 1971 im Schweizer Nationalrat, Salzmann von 1971 bis 1978 (ebenfalls für den LdU). Ihren letzten Vertreter in einem Kantonsparlament (Kantonsrat Schaffhausen) verloren die Liberalsozialisten 1976. Sie gingen danach schrittweise in der Internationalen Vereinigung für natürliche Wirtschaftsordnung (Inwo Schweiz, gegründet in Zürich, 1990) auf. Der Name dieser Organisation lautet seit 1990: Initiative für natürliche Wirtschaftsordnung.